# 新日特季亞 (巴什坦卡區)
47°9′28″N 32°21′55″E / 47.15778°N 32.36528°E
新日特季亞（烏克蘭語：Нове Життя），是烏克蘭的村落，位於該國南部尼古拉耶夫州，由巴什坦卡區負責管轄，始建於1867年，面積0.19平方公里，海拔高度64米，2001年人口68，人口密度每平方公里357.9人。